# Игры разума (сайт)
Игры разума — интернет-ресурс с логическими задачами-головоломками и загадками. Основной идеей сайта является недоступность ответов до момента самостоятельного решения задачи, доступный уровень задач (на школьный уровень знаний), а также проверка ответов людьми, прошедшими предварительную квалификацию (модераторами).
На сайте насчитывается около 400 уникальных задач самого разного уровня сложности, от задач-шуток до сложнейших математических проблем. Эти задачи могут использоваться как для развлечения, так и, например, для отбора кандидатов на конкретные вакансии, в частности, в IT-сфере. Решение задач сайта официально рекомендуется абитуриентам для подготовки к поступлению в вузы, а также используется в школьном образовательном процессе. Все задачи сайта проходят тщательный предварительный отбор и обработку коллективом модераторов сайта.
Сообщество полностью самоорганизовано, наполнение сайта формируется самим сообществом: от предложения, отбора и корректировки условий задач, до избирания модераторов. Контроль этого процесса проводится группой наиболее инициативных и высокорейтинговых пользователей сайта.

## История
Сайт создан в 2006 году. Ресурс дважды номинировался на премию Сетевого конкурса Российский Онлайн ТОР, организованного Международным союзом интернет-деятелей «ЕЖЕ», в номинации «Научно-популярный сайт года», в 2010 и в 2012 годах.

## Структура
Все задачи сайта сгруппированы по разделам, среди которых задачи алгебраические, геометрические, физические, шахматные, преферансные, программистские, задачи на взвешивания, детские, задачи на смекалку, задачи про правдивцев, лжецов и хитрецов, задачи на поиск закономерностей и продолжение последовательностей и другие.
Также задачи разделены по уровню сложности, который определяется «весом» задачи (от 1 до 5), и по объективности критериев зачета (субъективным задачам-загадкам и задачам, требующим специальных знаний, условно присвоен «вес», равный 0). Уровень сложности задачи определяется автоматически в зависимости от процента решивших её пользователей сайта. Задача считается субъективной в соответствии с решением коллектива модераторов сайта. Кроме этого, каждая задача характеризуется симпатиями решивших её участников сайта.
Пользователи сайта разделяются на четыре категории: гости, обычные пользователи, VIP-пользователи, модераторы. Гости имеют возможность без регистрации просматривать условия задачи и ответы на вопросы пользователей, данные в комментариях к задачам. Статус обычного пользователя приобретается после регистрации. Регистрация в проекте свободна и бесплатна, однако для её осуществления требуется дать ответ на 3 задачи с простым, но не очевидным решением. Обычные пользователи имеют возможность использовать базовый функционал сайта, связанный с решением головоломок: проверять правильность найденного решения задачи, исправлять ошибки в решении, задавать уточняющие вопросы, обсуждать решение задачи с другими пользователями после получения зачета по задаче. При оформлении платной подписки пользователь переходит в разряд VIP-пользователей, которые имеют приоритет в проверке решений и некоторое количество дополнительных возможностей, таких как просмотр решений других пользователей задач, уже решенных VIP-пользователем. Наконец, модераторы избираются сообществом (уже существующим коллективом модераторов) и получают дополнительные возможности и обязанности, в частности, проверять решения пользователей и засчитывать или не засчитывать их.
На сайте действует рейтинговая система, основывающаяся на «весах» задач, а также эпизодически проводятся турниры по решению новых задач. Кроме того, на сайте подсчитывается активность пользователей, вклад в которую дают предложенные на сайт задачи, расставленные симпатии и проверенные данным пользователем чужие решённые задачи, если он модератор. Параллельно с сайтом существует форум, для тематического общения и организационных вопросов.